# CKM

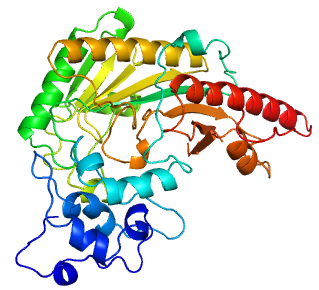
Estrutura da creatina kinase isolada de músculo animal.

Creatina quinase muscular, também conhecida como MM-CK ou CKM é a creatina quinase que em humanos é codificada pelo gene CKM. Ela é uma transferase, ou mais especificamente, uma fosfotransferase com o grupo azotado como receptor. Essa enzima também pode ser identificada pelo nome sistemático ATP: creatina N-fosfotransferase. 

## Estrutura
Na figura do lado esquerdo, é mostrada a estrutura cristalina do monômero do tipo muscular M-CK. In vivo, os dois monômeros se organizam simetricamente para formar a enzima ativa MM-CK.

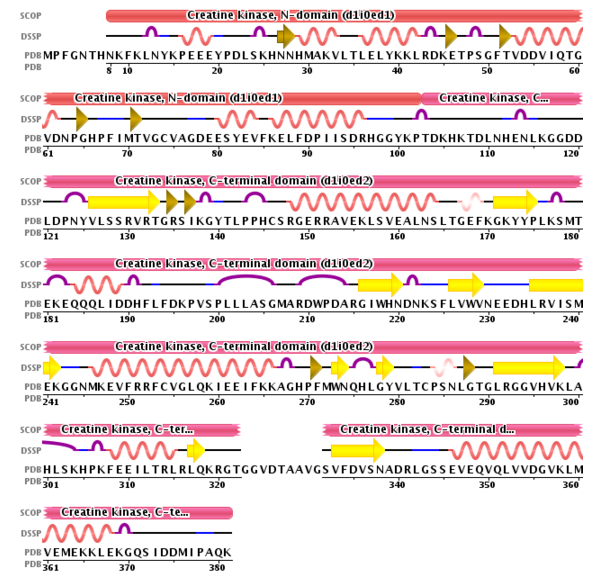
Sequência de cadeias da creatina quinase muscular.

A creatina quinase muscular humana é um homo dímero e possui uma classificação estrutural de dois domínios e quatro cadeias (A, B, C, D), com um total de 381 resíduos (aminoácidos). Domínio é o enovelamento em módulos distintos de cadeias polipeptídicas longas. O domínio N-terminal (extremidade da proteína com um grupo livre de amina) é constituído por 95 resíduos, enquanto o C-terminal catalítico (extremidade da com um grupo carboxílico livre) possui 270. A estrutura da MM-CK se assemelha as ouras estruturas conhecidas na família da creatina quinase.              
Ao lado direito está a visualização da sequência de cadeias. O domínio-N começa no oitavo aminoácido e termina no centésimo segundo. Já o domínio terminal-C tem início no centésimo quinto resíduo e termina no trecentésimo octogésimo resíduo. Embora não explícito na figura, existem cinco resíduos catalíticos, são eles: Arg(132), Arg236, Arg(292), Arg(320) e Glu(232).   
A estrutura da maioria dos domínios proteicos pode ser esquematicamente representada pela conectividade em três dimensões de seus elementos estruturais secundários constituintes e o empacotamento desses elementos uns contra os outros. A isso, dá-se o nome de topologia. Como a creatina quinase muscular possui dois domínios, ela também possui duas topologias.  

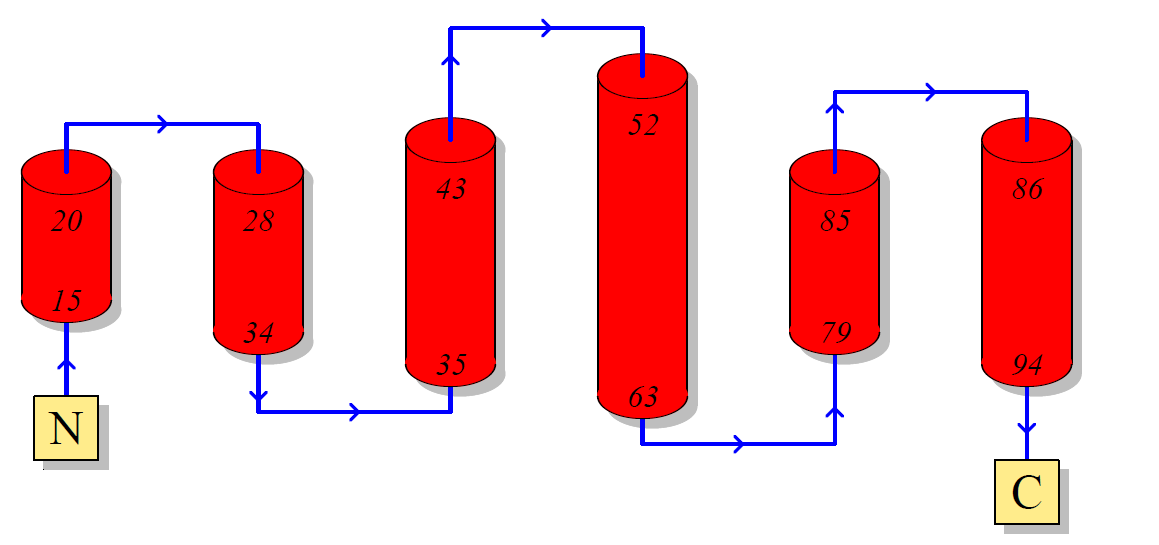
Topologia 1 (Primeiro domínio)

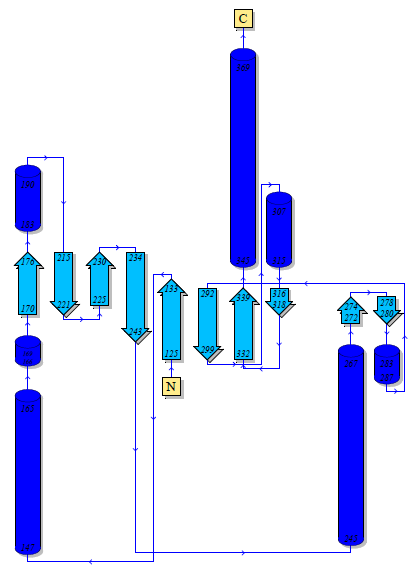
Topologia 2 (Segundo domínio)

## Função
A proteína codificada por esse gene é uma enzima citoplasmática envolvida na homeostase da energia celular. A proteína codificada reversivelmente catalisa a transferência de fosfato “rico em energia” entre ATP e creatina e entre fosfocreatina e ADP. Sua identidade funcional é um MM-CK homodímero nos músculos estriados (sarcomérico),esquelético e cardiaco.

## Substratos e produtos
Como a reação da enzima creatina quinase é reversível, o ATP pode ser gerado a partir da fosfocreatina (PCr) e ADP. Dessa forma, a creatina e o ATP podem atuar tanto como substrato quanto como produto da reação, assim como o ADP e a fosfocreatina. 
Vale ressaltar também outras três reações catalisadas pela creatina quinase, ainda que ocorram em menor intensidade: 
1. ATP + Cicloreatina = ADP + Fosfo-ciclocreatina 
2. ATP + Gligociamina = ATP + Fosfato glicociamina 
3. ATP + N-etilglicociamina = ADP + N-etilglicociamina fosfato  
O ATP e a creatina são os substratos naturais da enzima, assim como o ADP e a fosfocreatina são os produtos naturais.

## Co-fatores
Os cofatores são substâncias orgânicas ou inorgânicas necessárias ao funcionamento das enzimas. A creatina quinase possui quatro cofatores que atuam nas diferentes reações por ela catalisadas. São eles: ADP, ATP, MgADP e MgATP2.

## Metais e íons
Algumas reações enzimáticas da creatina quinase ocorrem com o auxílio de íons de magnésio, manganês ou do cloreto de sódio. Estão listadas abaixo os íons que atuam em reações do Homo sapiens.
| ÍONS | COMENTÁRIO                                                                          |
| ---- | ----------------------------------------------------------------------------------- |
| Mg2+ | Requerido como MgATP.                                                               |
| Mg2+ | -                                                                                   |
| Mg2+ | Estrutura de ligação.                                                               |
| Mn2+ | Requerido.                                                                          |
| NaCl | Previne a agregação da enzima durante a expressão recombinante em Escherichia coli. |

## Inibidores
No geral, a creatina quinase possui como inibidores no Homo sapiens os íons Ca2+, Br-, Cu2+, F-, Fe3+, I-, NO2-, SO32- e SO42-.  Em adição a isso, também atuam como inibidores da CK: Bis-Tris,Cl, imidazol, Tampão MOPS (3-[N-morfolino] ácido propano sulfônico), Tampão Pipes (Piperazina-N,N-bis[ácido-2-etanossulfônico]  e Tris.
Há também inibidores que agem em condições específicas:
| INIBIDOR                                | COMENTÁRIO |
| --------------------------------------- | --- |
| 4-hidroxi-2-nonenal                     | Inibição dose-dependente da creatina quinase. A inibição correlaciona-se com uma formação de aduto em aminoácidos específicos, incluindo os resíduos dos sítios ativos H66, H191, C283 e H296. |
| Ácido etilmanólico                      | Inibe a atividade de complexos de cadeia respiratória e também inibe a creatina quinase em concentrações de 1mM e 5mM. |
| Formato                                 | Imita o grupo fosforilo no estado de transição. |
| Iodoacetamida                           | Substratos podem proteger contra alquilação. |
| Iodoacetamida                           | 70,9% de inibição da enzima mitocondrial ubíqua atípica e 74,6% de inibição da enzima mitocondrial ubíqua típica. |
| Nitrato                                 | Imita o grupo fosforila no estado de transição. |
| Nitrito                                 | Imita o grupo fosforila no estado de transição. |
| Fosfato                                 | Competitivo com ATP e fosfocreatina. Não competitivo com ADP e creatina. |
| SDS                                     | Inibe fortemente a atividade de CK-BB de uma maneira não competitiva. Apesar de que quase toda a atividade ser eliminada pelo SDS, o CK-BB nunca é totalmente inativado (4% a 5% de atividade ainda é sustentado), independentemente do aumento do tempo de incubação ou concentração do inibidor. |
| Sulfato                                 | Competitivo contra ATP e fosfocreatina. Não competitivo contra ADP e creatina. |
| Complexo análogo do estado de transição | Consiste em creatina, MgADP e íons planares, tais quais nitrato, nitrito e formato. |

## Componente ativador
Vários cátions divalentes como Mg2+, Ca2+, e Mn2+ ativam a proteínas. Além disso, sabe-se que há um aumento da atividade enzimática da creatina quinase após a prática de exercícios físicos. 

## Valor de Km
O Km indica a adequacidade relativa de substratos a uma enzima. Quanto menor o seu valor, maior a afinidade do substrato com a enzima.
Segue o valor de Km de diferentes substratos para a MM-CK. 
| Valor de Km | Condições                             |
| ----------- | ------------------------------------- |
| 0.03        | ADP como substrato / pH:7.0           |
| 0.89        | ATP como substrato / pH:9.0           |
| 9.5         | Creatina como substrato / pH:9.0      |
| 1.33        | Fosfocreatina como substrato / pH:7.0 |

## Valor de Ki
A constante de inibição (Ki) é a constante de dissociação do complexo enzima-inibidor (EI) e, quanto menor for o valor de Ki, mais eficiente será a inibição da atividade enzimática. 
O valor de Ki tendo como inibidor o SDS em 5mM de glicina-NaOH, com pH igual a 9 e temperatura em 25°C é igual a 1.22.

## pH e Temperatura ótima
O pH (potencial hidrogeniônico) ótimo de uma enzima é aquele que permite uma atividade máxima.  Para a síntese de ATP, o pH ótimo encontra-se entre 6 e 7. Enquanto o pH ótimo da síntese de MgATP2- é 6,7, ele varia entre 7,5 e 9 na síntese de fosfocreatina.
O pH de alcance é aquele que permite que a reação ocorra, não importantando a intensidade. Este valor para a creatina quinase varia entre 5 e 9.
Para cada enzima existe uma temperatura ótima, na qual a velocidade da reação é máxima, permitindo o maior número possível de colisões moleculares sem desnaturar a enzima. A temperatura ótima da creatina quinase difere nos diferentes ensaios realizados, variando entre 25, 30, 36 e 37°C.                                    

## Doenças
Qualquer variação dos níveis de creatina quinase no organismo pode guiar a problemas de saúde. A variedade de isoformas da CK faz com que a enzima se encontre distribuída em uma ampla variedade de tecidos e consequentemente esteja relacionada a disfunções e doenças do corpo humano. Por exemplo, distúrbios na atividade do CK-BB no cérebro pode aumentar a gravidade da doença de Alzheimer, assim como o aumento da atividade do CK-MM no tecido do coração de certos grupos étnicos pode aumentar o risco de hipertensão.
Valores aumentados para o nível de creatina quinase no sangue podem sugerir: infarto agudo do miocárdio, mixedema, distrofia muscular, stress muscular, polimiosite, dermatomiosite, miocardite, epilepsia, rabdomiólise, acidentes vasculares cerebrais, injeções intramusculares, exercício extenuante, parto, hipetermia maligna, uso de cocaína, choque elétrico. Baixos níveis da enzima no sangue podem estar ligados ao hipertireoidismo, neoplasia metastática, terapia com esteroides, doença hepática alcoólica, velhice e má nutrição (por massa muscular reduzida), artrite reumatoide, gravidez, uso de medicamentos (fenotiazina, prednisona, etanol) e exposição a toxinas.                                                         
No entanto, deve-se lembrar que a atividade sérica da creatina quinase está sujeita a variações fisiológicas que interagem e afetam a atividade da enzima, tais quais: sexo, idade, massa muscular, atividade física e raça.

## Importância clínica
No coração, em adição ao homodímero MM-CK, também é expresso o heterodímero MB-CK consistindo de um músculo (M-CK) e uma subunidade do tipo cerebral (B-CK). Podendo esse último ser um marcador sorológico para o infarto do miocárdio, se liberado das células do miocárdio danificado ao sangue, onde pode ser detectado através da química clínica.